# Hưng Long, Thừa Đức
Hưng Long (chữ Hán giản thể: 兴隆县) là một huyện thuộc địa cấp thị Thừa Đức, tỉnh Hà Bắc, Cộng hòa Nhân dân Trung Hoa. Huyện này có diện tích 3116 ki-lô-mét vuông, dân số 320.000 người. Mã số bưu chính là 067300. Huyện lỵ đóng tại trấn Hưng Long. Về mặt hành chính, huyện được chia thành 7 trấn, 11 hương và 2 hương dân tộc.
- Trấn: Bắc Hưng, Mao Sơn, Lục Đạo Hà, Quải Lan Dục, Bán Bích Sơn, Bình An Bảo, Bắc Doanh Phòng.
- Hương: Hạ Đài Tử, Đại Trượng Tử, Bắc Thủy Tuyền, Lam Kỳ Doanh, Đẩu Tử Dục, Cô Sơn Tử, Tam Đạo Hà, Đại Thủy Tuyền, Ma Cô Dục, Thượng Thạch Động, An Tử Dục.
- Hương dân tộc: hương dân tộc Mãn Nam Thiên Môn, hương dân tộc Mãn Bát Quái Dục.